# Синдром зап'ястного каналу
Синдро́м зап'я́стного кана́лу (також — зап'ясткового; ще — зап'ястковий тунельний синдром, англ. Carpal tunnel syndrome) — патологічний стан, що характеризується болем, відчуттям оніміння і поколювання в пальцях руки й самої кисті та виникає в результаті здавлювання серединного нерва в зап'ястковому каналі. Синдром частіше розвивається після 40 років, водночас страждають більше від нього жінки.

## Причини
Причинами розвитку цього синдрому можуть бути защемлення закінчень нервів в зап'ястковому каналі. Защемлення можуть траплятися через розвиток набряку сухожильної тканини, яка прилягає до ураженого нерва. Крім того, і сам нерв може набрякати.
Підсилює тунельний синдром зап'ястя постійні навантаження, зокрема під час роботи з клавіатурою комп'ютера. При цьому часто особливий ризик являє одноманітна робота, наприклад, постійна робота правої руки на комп'ютерній миші. Крім цього, тунельний синдром може розвиватися при незручному розташуванні рук, якщо ділянка зап'ястя змушена постійно напружуватися.
До причин синдрому відносять:
- Травма області зап'ястя, що приводить до набряку тканин в ньому, до виникнення гематом.
- Перелом кісток в ділянці зап'ястя — найчастіше, це перелом променевої кістки.
- Артрит промене-зап'ясткового суглоба.
- Пухлини в ділянці каналу.
- Запалення в ділянці синовіальних піхв сухожиль м'язів-сгиначів.
- Вагітність, при якій відбуваються набряки м'яких тканин.
- Цукровий діабет, при якому розвивається патологія периферичних нервів — полінейропатія.
- Зниження функції щитоподібної залози.

## Клінічні ознаки
Один з перших симптомів — це поступове оніміння в ділянках, чутливість яких визначає серединний нерв. Відразу ж після цього виникає біль. В кисті з'являється відчуття оніміння, особливо рано вранці після нічного відпочинку. Хворі часто цілу ніч розтирають кисті і трясуть ними, що дає певне полегшення.
Біль може поширюватися вгору по руці у напрямку плеча і навіть досягати шиї. При прогресуванні цього стану м'язи великого пальця можуть ослабнути і атрофуватися, викликаючи незручність при роботі кисті, коли необхідно взяти склянку або чашку.
Пацієнту складно доторкнутися подушечкою великого пальця до кінчиків інших пальців, утримувати різні предмети, наприклад, кермо, газету або телефон. Хворі часто не можуть защепити ґудзики, не можуть чистити картоплю.

## Лікування

### Консервативне лікування
Слід змінити або, по можливості, припинити виконання тих видів діяльності, які спричинюють появу симптомів. Уникати повторюваних рухів кисті, сильних хапальних рухів, утримування вібрувальних інструментів або змінити розташування зап'ястя при виконанні роботи, що вимагає нахилу та вигинання зап'ястя. Слід відмовитися від паління тютюну, позбутися надмірної ваги, зменшити споживання кофеїну.

### Бандаж на зап'ястя
Бандаж на зап'ясті іноді полегшує симптоми на ранніх стадіях хвороби. Бандаж утримує зап'ястя в стані спокою (без вигинання назад або нахилу). Коли зап'ястя знаходиться в цьому положенні, зап'ястковий канал зберігає найбільший об'єм, тому для нерва є достатньо простору всередині каналу. Бандаж допомагає зняти відчуття оніміння і болю, що відчувають хворі вночі, він не дозволяє кисті згинатися під час сну. Бандаж на зап'ясті можна носити і протягом дня, щоб послабити симптоми і забезпечити спокій тканин в зап'ястному каналі.

### Медикаментозне лікування
Протизапальні засоби можуть допомогти зняти набряк і послабити симптоми. Ці ліки включають поширені лікарські засоби, що продають без рецепта, такі як ібупрофен та ацетилсаліцилова кислота. Деякі дослідження продемонстрували, що високі дози вітаміну B6 допомагають послабити симптоми. Деякі різновиди фізичних вправ також допомагають запобігти або принаймні контролювати симптоми.
Якщо ці прості заходи не допоможуть контролювати симптоми, слід розглянути можливість ін'єкції гідрокортизону в зап'ястковий канал. Цей препарат використовують для зняття набряку в каналі, він може тимчасово послабити симптоми. Гідрокортизон може допомогти лікарю при постановці діагнозу. Якщо пацієнт не відчуває навіть тимчасового полегшення після ін'єкції, це може вказувати на наявність іншого захворювання, що спричинює ці симптоми. Якщо симптоми зникнуть після ін'єкції, ймовірно, вони виникли через патологію в зап'ястному каналі. Деякі лікарі вважають, що в цьому випадку рекомендовано операцію перерізу поперечної зв'язки зап'ястя.

### Фізіотерапія
Основна мета фізіотерапевтичного лікування — зменшити вплив або позбутися причини підвищення тиску в зап'ястному каналі. Фізіотерапевт може перевірити ваше робоче місце і спосіб виконання вами робочих завдань. Він може запропонувати, як краще розташовувати своє тіло і в якому положенні тримати зап'ястя, порадити комплекс фізичних вправ і підказати, як уникнути подібних проблем у майбутньому.

### Хірургічне лікування
Якщо спроби контролювати симптоми не вдалися, пацієнту може бути запропонована операція по зниженню тиску на серединний нерв. Розроблено кілька різних методик операцій зі зменшення тиску на серединний нерв. Після них поліпшується кровопостачання нерва, більшість пацієнтів відчувають полегшення. Однак, якщо нерв здавлюється протягом тривалого часу, він може ущільнитися і рубцюватися, що сповільнить відновлення після операції.
Найпоширенішим втручанням є відкрита операція. Відкрита операція може бути проведена із застосуванням місцевого анестетика. Він блокує нерви, розташовані тільки в певній частині тіла. На долоні виконують невеликий розріз, зазвичай менше 5 см завдовжки. У деяких випадках злегка подовжений розріз проводять в сторону передпліччя. Розріз дозволяє побачити фасцію долоні. Це пласт сполучної тканини на долоні, розташований прямо під шкірою. Лікар розрізає цю оболонку і відкриває поперечну зв'язку зап'ястя. Побачивши поперечну зв'язку зап'ястя, хірург розрізає її скальпелем або ножицями. Після розтину поперечної зв'язки зап'ястя хірург зшиває тільки шкіру, залишаючи вільними кінці поперечної зв'язки зап'ястя не зшитими. Вільні кінці зв'язки розходяться, що зменшує тиск на серединний нерв. З часом простір між двома кінцями зв'язки заповниться рубцевою тканиною.